# Камаренілья
Камаренілья (ісп. Camarenilla) — муніципалітет в Іспанії, у складі автономної спільноти Кастилія-Ла-Манча, у провінції Толедо. Населення — 628 осіб (2010).
Муніципалітет розташований на відстані близько 55 км на південний захід від Мадрида, 18 км на північ від Толедо.

## Історія
У XII столітті король Альфонсо VII подарував муніципалітет Домінго Домінгесу. Тоді він був відомий як Камарена Альта (ісп. Camarena Alta). У середині ХІХ століття муніципальний бюджет становив 3904 реалів, з яких 700 йшли на зарплату секретарю. Економіка міста базувалася на виробництві пшениці, ячменю, жита та овочів; що стосується худоби, то тут було кілька овець, 20 волів і 30 мулів. На той час у місті проживало 332 мешканці.

## Демографія
Динаміка населення (INE ):

## Галерея зображень

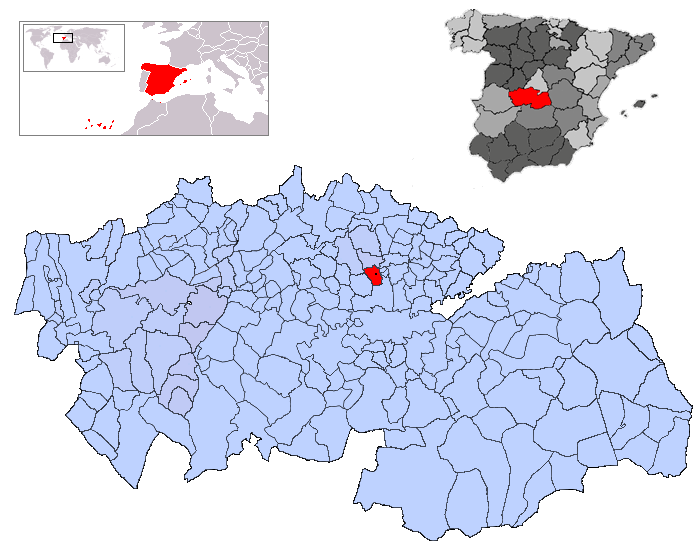
Розташування муніципалітету у провінції Толедо